# Giovanni Battista Crema
Giovanni Battista Crema (Ferrara, 13 aprile 1883 – Roma, 15 dicembre 1964) è stato un pittore italiano.

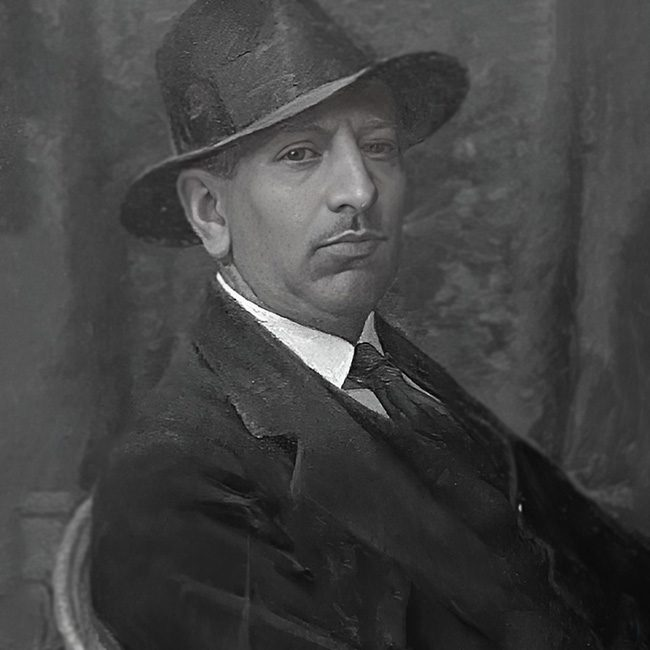
Giovanni Battista Crema (1883 - 1964)

Esponente del divisionismo italiano, Crema fu dapprima allievo di Domenico Morelli a Napoli e successivamente di Domenico Ferri a Bologna. Esordì con una mostra a Roma nel 1905 e, ottenuto successo, espose sia in Italia presso le esposizioni nazionali che all'estero (Argentina, Spagna). Segnato dall'esperienza nella prima guerra mondiale, durante la quale partecipò attivamente al conflitto sul Carso e rimase invalido, Crema dedicò in parte la seconda metà della sua produzione artistica alla raffigurazione di scene belliche cui aveva assistito personalmente.

## Biografia
Nacque a Ferrara il 13 aprile 1883 presso il Palazzo Crema in via Cairoli. Il padre Carlo era avvocato, la madre Maria Cottica apparteneva a una famiglia benestante di Bondeno; la famiglia godeva pertanto di ampie disponibilità economiche. Inizialmente Crema intraprese studi classici: il padre, avvedutosi delle propensioni artistiche del figlio, decise di fargli prendere lezioni di disegno e pittura  a partire dall'età di quattordici anni presso il celebre ritrattista Angelo Longanesi-Cattani. Due anni dopo, Crema si trasferì a Napoli per frequentarvi l'Accademia di belle arti, e lì fu allievo di Domenico Morelli e Michele Cammarano. A seguito del decesso di Morelli, avvenuto nell'agosto del 1901, Crema decise di completare gli studi presso l'Accademia di belle arti di Bologna, seguito da Domenico Ferri.
Terminata l'esperienza bolognese, nel 1903 Crema si trasferì a Roma insieme alla madre rimasta vedova. Lì si unì al movimento artistico dei giovani capitolini, al cui centro era la figura di Giacomo Balla. Tra gli altri artisti entrati in contatto con Crema si citano Domenico Baccarini, Umberto Boccioni, Duilio Cambellotti, Giovanni Prini e Gino Severini; avvicinatosi a temi sociali, collaborò con delle illustrazioni all'Avanti! della domenica. Nel 1905 debuttò in una mostra presso l'Esposizione di Belle Arti con un trittico intitolato L'istoria dei ciechi dolorosa. Ottenuto discreto successo, iniziò per Crema un periodo di frequenti esposizioni, tra cui l'Esposizione di Belle Arti del 1907, nell'ambito della quale gli fu dedicata un'intera sala in cui l'artista presentò 12 opere; le quadriennali di Torino e Milano e le esposizioni nazionali; e le esposizioni internazionali di Buenos Aires (1910), Barcellona (1911) e Roma (1911). Nel 1906 si sposò con Luisa Tucci. Nel 1909 l'esposizione a Rimini gli valse la medaglia d'argento, mentre le sue opere ottennero quella d'oro presso l'Esposizione Donatelliana a Livorno nello stesso anno. Sempre nel 1909 partecipò a una collettiva presso il Palazzo dei Diamanti di Ferrara. Sue illustrazioni comparvero nel volume Leggende Romane a cura di Luigi Callari nel 1913. Parallelamente all'attività di pittore, Crema fu anche giornalista. Nonostante l'affinità della sua pittura con quella dei colleghi della "Secessione romana", Crema non aderì mai al gruppo, anzi si pose nei suoi confronti in aperta polemica, denunciando nei suoi scritti i meccanismi massonici della politica culturale capitolina.
Con lo scoppio della prima guerra mondiale, Crema fu chiamato sotto le armi e servì sul fronte carsico quale tenente di fanteria. Durante la guerra subì gravi ferite e rimase invalido. Nel 1920 tornò a esporre nella natìa Ferrara, dedicando le sue opere all'esperienza bellica appena trascorsa, che aveva lasciato in lui profonde impressioni. Gli anni '20 furono caratterizzati dall'avvicinamento del pittore al simbolismo. Nel 1921 partecipò con buon riscontro alla biennale romana, presentando Danzatrici e Parisina Malatesta, oggi entrambe nelle collezioni pubbliche di Ferrara. Nel 1922 le capacità di Crema furono notate da Filippo de Pisis, che ne lodò le qualità tecniche. Nel 1928 fu organizzata una personale presso la Villa comunale di Napoli, che ottenne gli apprezzamenti della critica e un notevole afflusso di pubblico. Crema restò nel tempo fedele al proprio stile personale, rifuggendo le mode che via via si avvicendavano nel mondo dell'arte, e ciò lo portò ad allontanarsi gradualmente dalla scena pubblica, pur continuando a produrre e a esporre. Negli anni '30 Crema riprese alcuni dei temi sociali trattati nei primi anni di attività, e dipinse anche numerosi paesaggi e opere sacre.
Durante la seconda guerra mondiale, Crema servì nuovamente sotto le armi, benché stavolta in marina, arruolato dal Ministero al fine di documentare la vita militare. Alcune delle opere prodotte in questo periodo vennero esposte durante la Biennale di Venezia del 1942. Nel 1946 morì sua moglie. Nel 1950 fu giudice presso la Mostra di Arte Sacra a Roma. Nel 1955 la Pinacoteca Civica di Ferrara gli dedicò una sala, mentre l'anno precedente la casa editrice Fratelli Palombi aveva pubblicato una monografia in occasione del cinquantesimo anniversario dal suo esordio nel mondo dell'arte. Nel 1957 la morte del figlio segnò l'uscita quasi definitiva del pittore dalla vita pubblica. Nel 1961 a Livorno si tenne l'ultima mostra con l'artista ancora vivente: nel dicembre 1964 Crema morì a Roma.
Al pittore è stata dedicata una via nella sua città natale, Ferrara. Sue opere sono esposte presso il Museo d'arte moderna di Ferrara, il Palazzo dell'Arengo di Ascoli Piceno, il Museo Revoltella di Trieste, la pinacoteca civica di Bondeno, il Museo del Circolo Artistico Politecnico di Napoli e la Galleria d'arte moderna Achille Forti di Verona e il Minneapolis Institute of Art a Minneapolis, negli Stati Uniti d'America.